# Elitna postrojba (2007.)
Elitna postrojba (port. Tropa de Elite) - brazilski film iz 2007. donosi priču o BOPE (port. Batalhão de Operações Policiais Especiais), specijalnoj policiji u Rio de Janeiru. Film je režirao José Padilha, a scenarij su napisali: José Padilha, Bráulio Mantovani (nominiran za Oscara za film Božji grad), sociolog i autor knjige na kojoj se temelji film) i bivši zapovjednik BOPE-a Rodrigo Pimentel.
Osvojio je Zlatnog medvjeda na Berlinskom filmskom festivalu 2008. Izazvao je kontroverze, zbog nasilnih scena.
Film kao i njegov nastavak Elitna postrojba 2, postigli su velik uspjeh u Brazilu i silnu gledanost, čak i među pripadnicima kriminalnih krugova, koji su potvrdili autentičnost filma. Rio da Janeiro je poseban grad u svjetskim razmjerima, jer ima izuzetno sigurne četvrti grada, kao i vrlo opasne četvrti, koje nisu pod kontrolom vlasti i policije, nego u njima vladaju kriminalci, uglavnom narkomafija.

## Radnja
Godina 1997., kapetan BOPE, Roberto Nascimento dobio je zadatak ukloniti kriminalne aktivnosti i trgovinu drogom u favelama u dijelu Rio de Janeira, jer će papa Ivan Pavao II. posjetiti to područje i tamo prespavati.  U međuvremenu, supruga kapetana Nascimenta očekuje dijete, a on želi napustiti službu, ali prvo treba pronaći svog nasljednika.
Među kandidatima za dva BOPE časnika su prijatelji: Neto Gouveia i André Matias. Oboje teško podnose duboko ukorijenjenu korupciju u lokalnoj policiji i birokraciji. Moraju proći žestoku obuku, kako bi jedan od njih preuzeo ulogu zapovjednika. Neto se brže navikae na izvršenje naloga, dok se André bori se s vlastitim idealima. Pripadnici BOPE-a imaju dopuštenje koristiti sve načine suzbijanja kriminala pa su često prebrutalni i preokrutni u postupanju s kriminalcima, ali jedino se njih kriminalci boje. Ostali policajci ne usude se ni ući u favele pod kontrolom kriminalaca, nego imaju tajne dogovore s kriminalcima, da ih uz određenu novčanu nagradu ostave na miru. BOPE ima pravilo krvne osvete za svakog svog ubijenog pripadnika, što će se i dogoditi nakon što Neto bude ubijen u jednoj akciji, a do tada neodlučni André mora preuzeti njegovo mjesto i donositi odluke.

## Glumci
- Wagner Moura kao kapetan Roberto Nascimento
- Caio Junqueira kao Neto Gouveia
- André Ramiro kao André Matias
- Maria Ribeiro kao Rosane
- Fernanda Machado kao Maria
- Fernanda de Freitas kao Roberta Alunde
- Paulo Vilela kao Edu